# Pseudocercosporella pastinacae
Pseudocercosporella pastinacae är en svampart som först beskrevs av Petter Adolf Karsten, och fick sitt nu gällande namn av U. Braun 1993. Pseudocercosporella pastinacae ingår i släktet Pseudocercosporella och familjen Mycosphaerellaceae.   Inga underarter finns listade i Catalogue of Life.